# Gellénháza
Gellénháza község Zala vármegyében, a Zalaegerszegi járásban, a Zalai-dombság területén, a Göcsejben.

## Fekvése
Gellénháza Zala vármegye legjellegzetesebb tájegységében, a megyeszékhelytől mintegy 12 kilométerre délnyugatra fekvő Göcsejben található. Zalaegerszeg felől a 7401-es úton érhető el, amely innen továbbvezet Nagylengyel, Petrikeresztúr és Nova felé. A település központjában torkollik bele az említett útba a 75-ös főútból Zalatárnoknál kiágazó 7402-es út.

## Története
Gellénháza neve 1490-ben szerepel először oklevélben, egy nemes család nevének említésekor. Gellénháza a Gellén család ősi fészke. Felső részét valaha Kisbudának nevezték, mivel a Budayak laktak itt; a másik részét Gellénházának és Józseffalvának, az illető családok után. Lakosai nagyobbrészt köznemesek voltak. A Gellénháza elnevezés előtagja a latin Chilianus magyar személynévi megfelelője. A települést értékes, érintetlen természeti környezet veszi körül, erdősültsége mintegy 12 százalékos. Több településrészből áll.
1950-ben jelentős változás következett be a térség életében, amikor a Magyar-Amerikai Olajipari Rt. államosított jogutódja, az Országos Kőolaj- és Gázipari Tröszt, gazdag lelőhelyekben reménykedve kutatófúrásokba kezdett. Az első kísérlet kudarcba fulladt, egy évre rá azonban sikerrel járt a próbálkozás. A községre korábban jellemző erőteljes elvándorlás alábbhagyott, sőt tömegesen érkeztek távoli vidékekről munkavállalók. Ez idő tájt épült az Olajos lakótelep, az általános iskola, a kultúrház, a buszváró és a csatornahálózat. Bár az olajmező egy része az intenzív kitermelés miatt a hatvanas évek közepére elvizesedett, a község fejlődése nem állt meg. Jelenleg a termelés egyre csökken, így az olajipar fokozatosan kivonul a térségből. A MOL Rt-n kívül azonban már más, a gazdaság fejlődését garantáló üzemek is működnek a községben.
2013. novemberére elbontásra kerültek az 1950-es években emelt, a látképet meghatározó, a kőolaj bányászat jelképeként szolgáló tartályok a település határából.
Napjainkban Gellénháza központtal működik a Gellénházi Közös Önkormányzati Hivatal, melynek a névadó településen túl tagjai Csonkahegyhát, Dobronhegy, Milejszeg, Németfalu és Pálfiszeg, valamint közös körjegyzőséget alkot szintén Gellénháza központtal Iborfia, Gombosszeg, Lickóvadamos, Nagylengyel, Ormándlak és Petrikeresztúr. A Gellénházi önkormányzat hatáskörébe így összesen több, mint 3800 lakos tartozik.

## Közélete

### Polgármesterei
- 1990–1994: Kiss Jenő (független)[8]
- 1994–1998: Batha Zoltánné (független)[9]
- 1998–2002: Batha Zoltánné (független)[10]
- 2002–2006: Gellén Endre (független)[11]
- 2006–2008: Gellén Endre (független)[12]
- 2008–2009: Dr. Tóth Mártonné (független)[13]
- 2010–2010: Farkas Imre Józsefné (független)[14]
- 2010–2014: Farkas Imre Józsefné (független)[15]
- 2014–2017: Vugrinecz József (független)[16]
- 2018–2019: Farkas Imre Józsefné (független)[17]
- 2019–2024: Farkas Imre Józsefné (független)[18]
- 2024– : Major Gergő (független)[1]

A településen a 2006–2010 közti ciklusban két időközi polgármester-választást is kellett tartani, előbb 2008. június 8-án, majd 2010. január 10-én, mindkét esetben az addigi faluvezető lemondása miatt.
2018. március 25-én ismét időközi polgármester-választást kellett tartani Gellénházán, az előző polgármester halála miatt.

## Népesség
A település népességének változása:
| Lakosok száma | 1571 | 1574 | 1558 | 1555 | 1455 | 1469 | 1466 |
|               | 2013 | 2014 | 2015 | 2021 | 2022 | 2023 | 2024 |

A 2011-es népszámlálás idején a nemzetiségi megoszlás a következő volt: magyar 97,7%, cigány 0,99%, német 0,57%. A lakosok 62,2%-a római katolikusnak, 1,48% reformátusnak, 0,99% evangélikusnak, 8,85% felekezeten kívülinek vallotta magát (25,7% nem nyilatkozott).
2022-ben a lakosság 94,4%-a vallotta magát magyarnak, 0,6% németnek, 0,5% cigánynak, 0,4% ukránnak, 0,1-0,1% horvátnak, szerbnek, örménynek és ruszinnak, 2,6% egyéb, nem hazai nemzetiségűnek (5,6% nem nyilatkozott; a kettős identitások miatt a végösszeg nagyobb lehet 100%-nál). Vallásuk szerint 50,7% volt római katolikus, 1,8% református, 1% evangélikus, 0,1% ortodox, 1% egyéb keresztény, 2,7% egyéb katolikus, 8,7% felekezeten kívüli (33,9% nem válaszolt).

## Nevezetességei
- Hősi emlékmű a polgármesteri hivatal előtt
- Római katolikus templom
- Szent István szobor a templom kertben (2000., készítője: Nagy Ödön erdélyi fafaragó)
- az olajipar "származékai": a községben meglévő olajkutak